# جون واطسون
جون برودوس واطسون (9 يناير 1878 – 25 سبتمبر 1958)، عالم نفس أمريكي، ساهم في نشر وتعميم النظرية العلمية للسلوكية، حيث أسّس لها كمدرسة في علم النفس. وقد دفع بهذا التحول في المجال النفسي من خلال خطابه الشهير الذي ألقاه عام 1913 في جامعة كولومبيا، بعنوان "علم النفس كما يراه السلوكي".
ومن خلال منهجه السلوكي، أجرى واطسون أبحاثًا في سلوك الحيوانات وتربية الأطفال والإعلانات، بالإضافة إلى تنفيذ تجارب مثيرة للجدل مثل تجربة "ألبرت الصغير" وتجربة "كيربلنك". كما شغل منصب محرر مجلة المراجعة النفسية في الفترة من 1910 إلى 1915. ووفقًا لاستطلاع نُشر في عام 2002 في مجلة (مراجعة علم النفس العام)، صُنّف واطسون في المرتبة السابعة عشرة ضمن أكثر علماء النفس استشهادًا بأعمالهم في القرن العشرين.

## النشأة والتعليم
وُلد جون واطسون في ترافيلرز ريست بولاية كارولاينا الجنوبية لأبوين هما بيكينز باتلر واطسون وإيما ك. (رو) واطسون. كانت والدته، إيما، امرأة متدينة جدًا تؤمن بتحريم شرب الخمر والتدخين والرقص، في حين كان والده مدمنًا على الخمر، وهجر العائلة ليعيش مع سيدتين من الهنود عندما كان واطسون في الثالثة عشرة من عمره، وهو أمر لم يغفره له أبدًا. رغم ضعف مستواه الأكاديمي واعتقاله مرتين أثناء دراسته الثانوية، تمكن واطسون من الاستفادة من دعم والدته للالتحاق بكلية فرمان في جرينفيل، كارولاينا الجنوبية، حيث التحق بها في سن السادسة عشرة وحصل على درجة الماجستير وهو في الحادية والعشرين من عمره.
تميز واطسون بجهوده الكبيرة في الدراسة وتفوقه في مواد صعبة على أقرانه. بعد التخرج، قضى عامًا في إدارة مدرسة صغيرة ذات حجرة واحدة في جرينفيل أطلق عليها اسم «معهد باتيسبرغ»، حيث كان يشغل جميع المناصب من مدير إلى بواب. بعد ذلك، قدم التماسًا إلى عميد جامعة شيكاغو، والتحق بها لدراسة الفلسفة تحت إشراف جون ديوي، بناءً على توصية من جوردون مور، أستاذ جامعة فرمان. تأثر واطسون بعمق بأفكار كل من ديوي وجيمس رولاند آنغل وهنري هربرت دونالدسون وجاك لوب، مما ساهم في تطويره لمنهج وصفي وموضوعي للغاية في تحليل السلوك، أطلق عليه لاحقًا اسم «المدرسة السلوكية». كما أبدى اهتمامًا كبيرًا بأبحاث العالم إيفان بافلوف، حتى أنه ضمن في أعماله نسخة مبسطة من مبادئ بافلوف الشهيرة.

## رسالته عن السلوك الحيواني
نال جون واطسون درجة الدكتوراه من جامعة شيكاغو في عام 1903، وكانت أطروحته بعنوان: "التعليم الحيواني: دراسة تجريبية لتطور الفأر الأبيض الجسدي وعلاقته بنمو جهازه العصبي". في هذه الدراسة، تناول واطسون العلاقة بين تطور مادة الميالين في الدماغ وقدرة الفئران على التعلم في مراحل عمرية مختلفة. وخلص إلى أن مستوى تكون الميالين يرتبط ارتباطًا وثيقًا بمهارات التعلم باستخدام العصا، موضحًا أن الإدراك الحسي الحركي يوجّه سلوك الفئران أثناء خوضها للمتاهات.
وفي عام 1908، قَبِل واطسون منصبًا أكاديميًا في جامعة جونز هوبكنز، وسرعان ما تمت ترقيته ليشغل رئاسة قسم علم النفس هناك.

## علاقته بروزالي راينر وزواجه منها
في عام 1920، طُلب من جون واطسون تقديم استقالته من جامعة جونز هوبكنز على خلفية فضيحة تتعلق بعلاقته العاطفية مع تلميذته ومساعدته روزالي راينر، والتي أثارت جدلاً واسعًا.
وقد تصدرت تفاصيل هذه العلاقة الصفحات الأولى من صحيفة بالتيمور خلال إجراءات طلاقه من زوجته الأولى، ماري آيكس واطسون. وخلال إحدى الولائم العائلية التي جمعت بين عائلتي راينر وآيكس، تظاهرت ماري بالمرض لتتمكن من التسلل إلى غرفة روزالي، حيث عثرت على رسائل حب كتبها واطسون إلى عشيقته، وكانت تأمل أن يؤدي اكتشافها لتلك العلاقة إلى تراجع زوجها عنها.
وبعد اكتمال إجراءات الطلاق، تزوّج واطسون من روزالي راينر في عام 1921، واستمرت علاقتهما حتى وفاتها في عام 1935.

## المدرسة السلوكية
في عام 1913، نشر جون واطسون مقالته الشهيرة «علم النفس كما يراه السلوكيون»، والتي تُعرف أحيانًا باسم «البيان السلوكي»، وقد مثّلت هذه المقالة حجر الأساس لمدرسته النفسية الجديدة التي عُرفت بـ"المدرسة السلوكية". في مقدمة المقالة، لخّص واطسون رؤيته بقوله إن «علم النفس كما يراه السلوكيون هو فرع تجريبي موضوعي بحت من فروع العلوم الطبيعية، يهدف نظريًا إلى التنبؤ بالسلوك والتحكم فيه»، مؤكدًا رفضه لمنهج الاستبطان وللقيمة العلمية للبيانات التي تعتمد على تفسير حالات الوعي، ومشيرًا إلى أن الفاصل بين الإنسان والحيوان غير قائم من منظور السلوك، فالسلوك البشري مهما بدا معقدًا لا يخرج عن كونه جزءًا من الموضوعات التي يمكن تحليلها سلوكيًا.
في نفس المقالة، تبنى واطسون نظرية بافلوف في الفعل المنعكس الشرطي بوصفها آلية فيزيولوجية مسؤولة عن التحكم في إفرازات الغدد، ورفض بشدة "قانون الأثر" الذي طرحه إدوارد لي ثورندايك، معتبرًا إياه قائمًا على عناصر ذاتية غير قابلة للقياس، وهو ما لم يتوافق مع رؤيته العلمية الصارمة. إلا أنه لم يُدرك الأبعاد الأوسع لنظرية بافلوف إلا بحلول عام 1916، عندما تبنّاها رسميًا في خطابه الرئاسي أمام الجمعية الأمريكية لعلم النفس 
من جانبٍ آخر، كان لمقالة واطسون دورٌ بارز في الدفاع عن الطبيعة العلمية لعلم النفس التطبيقي، في وقت كان يُنظر فيه إلى هذا الفرع على أنه أدنى مرتبة من علم النفس البنيوي التجريبي. وركّز واطسون على ضرورة دراسة السلوك الخارجي وردود الفعل الظاهرة بدلاً من التركيز على الحالات الذهنية الداخلية، معتبرًا أن تحليل السلوك هو الأسلوب الوحيد الموضوعي لفهم النفس البشرية.
وقد ساهم هذا التوجه — مدعومًا بأفكار الحتمية، والاستمرارية التطورية، والتجريبية — في بزوغ ما يُعرف اليوم بـ السلوكية الراديكالية. وادّعى واطسون أن هذه المدرسة الجديدة تمثل انطلاقة علم النفس نحو عصر علمي حديث، بل زعم أن علم النفس لم يكن له وجود حقيقي قبل فيلهلم فونت، وأن المرحلة التي تلت ظهوره كانت فوضوية ومرتبكة، أما مدرسته السلوكية فستكون بداية التأسيس العلمي الحقيقي لعلم النفس.
وقد رفض واطسون تمامًا أي محاولة لدراسة الوعي، معتبرًا أن هذا المفهوم غير قابل للدراسة العلمية، وأن الجهود السابقة في هذا المجال لم تُسهم سوى في إبطاء تطور علم النفس. كما هاجم منهج الاستبطان، واصفًا إياه بأنه غير موثوق حتى في أفضل حالاته، بل واعتبر أن الباحثين الذين يعتمدون عليه مجرد "أدوات لمراكمة الإشكالات". بذلك، ساهم واطسون في تحويل وجهة علم النفس بعيدًا عن كونه علم "العقل"، إلى كونه علمًا يُعنى أساسًا بـ السلوك القابل للملاحظة والقياس.

## عبارة "اثني عشر طفلاً
امنحوني اثني عشر طفلًا أصحاء وسليمي البنية، وزودوني بالبيئة المناسبة التي أُنشئ فيها عالمي الخاص للتربية، وسأتعهد لكم بأنني قادر على تشكيل أي واحدٍ منهم — يتم اختياره عشوائيًا — ليصبح أخصائيًا في أي مهنة أختارها، سواء كان طبيبًا أو محاميًا أو فنانًا أو تاجرًا أو حتى شحاذًا أو مجرمًا، دون أن أُعير اهتمامًا لمواهبه أو ميوله أو نزعاته أو قدراته أو مهن آبائه أو عرق أسلافه. أعلم أنني أتجاوز حدود الواقع في هذا التصريح، وأقر بذلك صراحة، لكن يجدر التذكير بأن أصحاب الرأي المخالف فعلوا الأمر ذاته على مدار قرون. 

غالبًا ما تُقتبس العبارة خارج سياقها، مع حذف الجملة الأخيرة، ما يُضفي على موقف واطسون مظهرًا أكثر تطرفًا مما كان عليه في الواقع. إلا أن هذه العبارة وردت ضمن كتابه السلوكية في سياق نقاش مطوّل ينتقد فيه علم تحسين النسل. وقد يُلاحظ أن واطسون لم يُعبّر في أعماله الأولى عن موقف واضح أو جوهري مؤيد لحماية البيئة، إلا أنه وضع الأساس لعلم السلوك من خلال تأكيده على ما سمّاه "نقطة البداية"، أي الحقيقة القائلة بأن الإنسان والحيوان يتكيفان مع بيئتهما بفعل العوامل الوراثية والعادات المكتسبة على حد سواء.
ورغم ذلك، فقد أبدى واطسون تقديرًا كبيرًا لأثر التربية، وخاصة في الجدل الدائر بين "الطبيعة" (الوراثة) و"التنشئة" (البيئة)، وهو جانب غفل عنه كثير من أنصار تحسين النسل في عصره.

## تجربة «ألبرت الصغير» (1920)
تُعدّ التجربة التي أجراها جون ب. واطسون ومساعدته روزالي راينر عام 1920، والمعروفة باسم «تجربة ألبرت الصغير»، واحدة من أكثر التجارب إثارةً للجدل في تاريخ علم النفس. وقد خُلدت في الكتب التمهيدية كمثال تطبيقي على نظرية الإشراط الكلاسيكي، إذ سعى الباحثان إلى إثبات إمكانية اكتساب الخوف من خلال التعلّم الشرطي.
كان موضوع التجربة طفلًا رضيعًا يبلغ من العمر أحد عشر شهرًا أُطلق عليه اسم مستعار هو «ألبرت الصغير». في البداية، عُرض على الطفل فأر أبيض ولم يُظهر أي خوف تجاهه. لاحقًا، كلما قُدّم الفأر للطفل، كان واطسون وراينر يصدران صوتًا مزعجًا بقرع قضيبٍ معدني خلفه. وبتكرار هذا الاقتران بين الفأر والصوت المزعج، أصبح «ألبرت» يبكي ويُظهر علامات الخوف لمجرد رؤية الفأر الأبيض، حتى دون وجود الصوت. أظهرت هذه النتائج إمكانية تكوين الاستجابات العاطفية (مثل الخوف) عن طريق التكييف الشرطي.
رغم الأثر العلمي للتجربة، إلا أنها كانت محل انتقاد واسع لأسباب أخلاقية، خاصة لعدم اتخاذ الباحثين أي إجراء لإزالة الخوف المشروط لدى الطفل بعد انتهاء الدراسة. كما أن دقة التجربة موضع شك، إذ شابها كثير من المغالطات، بعضها نتيجة تفسيرات واطسون نفسه، مما زاد من الغموض حول ظروفها ونتائجها.
وفي عام 2009، سعى باحثون هم بيك وليفنسون وأيرونز إلى تحديد هوية «ألبرت الصغير» وتتبع مصيره. ووفقًا لنتائجهم، يُعتقد أن الطفل كان يُدعى دوغلاس ميريت، وأنه تُوفي في سن السادسة بسبب استسقاء الدماغ، وهو ما يجعل من غير الممكن تقييم الأثر الطويل الأمد للتجربة على حياته. وفي 25 يناير 2012، نشر الصحفي توم بارليت في جريدة The Chronicle of Higher Education تقريرًا طرح فيه احتمال أن واطسون كان على علم بأن «ألبرت» يعاني من إعاقة إدراكية، وهو ما قد يُفسد نتائج التجربة ويشكك في تعميمها.

## الدعاية والإعلان
بفضل التوصيات التي تلقاها من زميله الأكاديمي إي. بي. تيتشينر، بدأ جون واطسون عمله في مجال الدعاية والإعلان لدى وكالة جي. والتر طومسون الأمريكية. في البداية، تعلم أساسيات العمل الإعلاني، بما في ذلك العمل كبائع في متجر أحذية راقٍ، إلا أنه سرعان ما ارتقى في السلم الوظيفي ليصبح نائب المدير خلال أقل من عامين. وقد تجاوز دخله كمدير للدعاية – مدعومًا بالعلاوات الناتجة عن الحملات الناجحة – دخله الأكاديمي السابق بعدة أضعاف.
قاد واطسون عددًا من الحملات الإعلانية البارزة، من بينها حملة كريم الترطيب "بوندس"، ومنتجات عناية شخصية أخرى. ويُنسب إليه – وإن كان ذلك أحيانًا بشكل غير دقيق – الفضل في شيوع مفهوم "استراحة القهوة" ضمن حملة لقهوة "ماكسويل هاوس". كما ارتبط اسمه بإحياء استخدام "تزكية العملاء" في الإعلانات، رغم أن هذه التقنية كانت مستخدمة قبل دخوله المجال. وأوضح واطسون بنفسه أنه لم يبتكر ممارسات إعلانية جديدة، بل اعتمد أساليب قائمة.
توقف واطسون عن الكتابة الموجهة للجمهور العام عام 1936، وتقاعد من العمل الإعلاني عند بلوغه سن الخامسة والستين.

### حياته الشخصية
في أثناء تدريسه في جامعة شيكاغو، وقع واطسون في حب طالبة البكالوريوس ماري إيكس التي كانت تدرس علم النفس، وتزوجها لاحقًا. إلا أن علاقته العاطفية الأهم جاءت أثناء عمله في جامعة جونز هوبكنز، حيث وقع في حب طالبة الدراسات العليا روزالي راينر، رغم أنه كان متزوجًا من ماري إيكس منذ 17 عامًا. وأدى هذا إلى فضيحة علنية بعدما اكتشفت ماري رسائل الحب التي كان يكتبها واطسون لروزالي، وقامت بنشرها، ما تسبب في استقالته القسرية من منصبه الأكاديمي.
تسببت استقالته في تدمير مستقبله الأكاديمي، إذ لم يُتح له الحصول على وظيفة جامعية لاحقًا. انتقل إلى نيويورك، حيث التحق بوكالة طومسون الإعلانية، وسرعان ما ترقى إلى منصب نائب الرئيس بعد أربع سنوات فقط. في هذا الدور، وجد واطسون فرصة لتطبيق مفاهيم السلوكية في المجال الإعلاني.

### تطبيق السلوكية في الإعلانات
استفاد واطسون من أبحاثه حول الانفعالات الأساسية (الخوف، الغضب، الحب) في تصميم حملات تسويقية فعالة. فمثلاً، في إعلان بودرة الأطفال "جونسون آند جونسون"، تم توجيه الرسالة إلى الأهل الشباب بأن عدم استخدام البودرة قد يعرض أطفالهم لخطر العدوى، مما يستثير مشاعر الخوف لحثهم على الشراء. كما اعتمد على تزكية الشخصيات المعروفة والأطباء لتعزيز مصداقية المنتجات.
رأى واطسون في مهنة الإعلان مجالاً تجريبياً يشبه البحث العلمي، وكان يعبر عن سعادته برؤية "منحنى نمو مبيعات منتج جديد" كما يراقب "منحنى التعلم عند الإنسان أو الحيوان".
ورغم أن واطسون لم يبتكر تقنيات إعلانية جديدة، إلا أن تأثيره كان واضحًا في إدخال المنهج العلمي إلى التسويق، مثل استخدام البيانات الديموغرافية لاستهداف الزبائن، وتطوير برامج تدريبية لمديري المبيعات وقياس الإنتاجية.

### أنشطته الأكاديمية في العشرينيات
خلال عشرينيات القرن العشرين، لم يكرس واطسون كامل وقته للعمل في الإعلانات، حيث واصل محاضراته عن السلوكية في "المعهد الجديد للبحث الاجتماعي" في نيويورك، وشارك في إدارة "مؤسسة كاتل للعلوم النفسية"، كما أشرف على أبحاث للأطفال بدعم من صندوق لورا سبيلمان روكفلر، والذي منح جامعة كولومبيا مبلغ 15,000 دولار لاستكمال أبحاث بدأت في جامعة جونز هوبكنز.
شملت هذه الأبحاث الدراسة الشهيرة لعالمة النفس ماري كوفر جونز، التي نجحت في تقليل الخوف لدى الأطفال بأساليب منهجية. كما واصل واطسون الكتابة عن المذهب السلوكي خلال هذه الفترة، مما ساعده على الحفاظ على مكانته كرائد في هذا المجال.

## أواخر حياته
كان جون ب. واطسون الجدّ من جهة الأم للممثلة مارييت هارتلي، والتي عانت لاحقًا من اضطرابات نفسية، أرجعتها إلى نشأتها في ظل أفكار جدّها السلوكية.
توفيت زوجته روزالي راينر عام 1935 عن عمر ناهز 36 عامًا، فيما عاش واطسون ما تبقّى من حياته في مزرعة العائلة حتى وفاته عام 1958، عن عمر 80 عامًا، ودُفن في مقبرة ويلوبروك بمدينة ويستبورت بولاية كونيتيكت. وفي عام 1957، قبل عام من وفاته، كرّمته الجمعية الأمريكية لعلم النفس بمنحه الميدالية الذهبية تقديرًا لإسهاماته في هذا المجال.
وفي أواخر حياته، أجرى المؤرخ جون برنهام  مقابلة مع واطسون، صوّره فيها كرجل متمسك بآرائه بشدة، ومنزعج من الانتقادات الموجهة إليه. ويُذكر أن واطسون أحرق معظم رسائله وأوراقه الشخصية باستثناء ما أُعيد نشره من أعماله الأكاديمية، مما حرم الباحثين والمؤرخين من الاطلاع على وثائق كان من الممكن أن تسلط الضوء على بدايات المدرسة السلوكية وعلى حياة واطسون نفسه.

## كتابات أخرى
- Buckley, Kerry W. Mechanical Man: John Broadus Watson and the Beginnings of Behaviorism. Guilford Press, 1989.
- Buckley, Kerry W. "Misbehaviorism: The Case of John B. Watson's Dismissal from Johns Hopkins University". In J.T. Todd & E.K. Morris, Modern Perspectives on John B. Watson and Classical Behaviorism. Greenwood Press, 1994.
- Coon, Deborah J. "'Not a Creature of Reason': The Alleged Impact of Watsonian Behaviorism on Advertising in the 1920s." In J.T. Todd & E.K. Morris, Modern Perspectives on John B. Watson and Classical Behaviorism. Greenwood Press, 1994.
- Curtis, H. S. (1899/1900). "Automatic Movements of the Larynx." American Journal of Psychology 11, 237-39.
- Dewsbury, Donald A. (1990). "Early interactions between animal psychologists and animal activists and the founding of the APA committee on precautions in animal experimentation". American Psychologist 45, 315-27.
- Mills, John A. Control: A History of Behavioral Psychology. New York: New York University Press, 1998.
- Samelson, F. (1981). "Struggle for Scientific Authority: The Reception of Watson's Behaviorism, 1913-1920." Journal of the History of the Behavioral Sciences 17, 399-425.
- Todd, James T. "What Psychology Has to Say About John B. Watson: Classical Behaviorism in Psychology Textbooks, 1920-1989." In J.T. Todd & E.K. Morris, Modern Perspectives on John B. Watson and Classical Behaviorism. Greenwood Press, 1994.
- Todd, James T., & Morris, Edward K. (1986). "The Early Research of John B. Watson: Before the Behavioral Revolution." The Behavior Analyst 9, 71-88.
- Todd, James T., & Morris, Edward K. Modern Perspectives on John B. Watson and Classical Behaviorism. Greenwood Press, 1994.
- Watson, John B. (1907). "Kinaesthetic and Organic Sensations: Their Role in the Reactions of the White rat to the Maze." Psychological Review Monograph Supplement 8(33), 1-100.
- Watson, John B. (1908). "The Behavior of Noddy and Sooty Terns." "Carnegie Institute Publication," 103, 197-255.
- Watson, John B. Behavior: An introduction to comparative psychology. Henry Holt, 1914
- Watson, John B. (1915). "Recent experiments with homing birds." Harper's Magazine 131, 457-64.
- Watson, John B. Behaviorism (revised edition). University of Chicago Press, 1930.
- Watson, John B. "John Broadus Watson [Autobiography]." In C. Murchison (Ed.), A History of Psychology in Autobiography (Vol. 3, pp. 271–81). Clark University Press, 1936.
- Wyczoikowska, A. (1913). "Theoretical and experimental studies in the mechanism of speech." "Psychological Review," 20, 448-58.

## وصلات خارجية
- جون واطسون على موقع الموسوعة البريطانية (الإنجليزية)
- جون واطسون على موقع إن إن دي بي (الإنجليزية)
- Psychology as the behaviorist views it (1913). Watson, John B., Psychological Review, 20, pp. 158–177.
- Conditioned emotional reactions (The Little Albert study, 1920). Watson, John B. & Rayner, Rosalie, Journal of Experimental Psychology, 3(1), pp. 1–14.
- John B. Watson. His Life in Words and Pictures نسخة محفوظة 6 ديسمبر 2006 على موقع واي باك مشين. - Furman University Psychology Department
- It's All in the Upbringing - A biographical sketch of Watson's life and work on the website of Johns Hopkins University, where he worked from 1908 to 1920.
- http://www.brynmawr.edu/Acads/Psych/rwozniak/watson.html نسخة محفوظة 6 يوليو 2010 على موقع واي باك مشين.
- http://www.mathcs.duq.edu/~packer/DevPsych/Houk2000.html

جون تشانسلور